# Sphaerozetes orbicularis
Sphaerozetes orbicularis är en kvalsterart som först beskrevs av Koch 1835.  Sphaerozetes orbicularis ingår i släktet Sphaerozetes och familjen Ceratozetidae. Inga underarter finns listade i Catalogue of Life.